# Biblioteka Ambrozjańska
Biblioteka Ambrozjańska (wł. Biblioteca Ambrosiana) – biblioteka w Mediolanie, we Włoszech, zawierająca wiele wartościowych dzieł literackich kultury światowej.
Została założona przez ks. kardynała Fryderyka Boromeusza (1564–1631), miała gromadzić rzadkie książki i manuskrypty. Trzonem jej zbiorów stała się biblioteka benedyktynów z Bobbio (1606) i zbiór Vincenza Paniellego.
Budowę gmachu biblioteki rozpoczęto w 1603 roku, a w 1609 udostępniono ją publiczności. Była to druga w Europie biblioteka publiczna po Bodleian Library w Oksfordzie. Początkowo gromadziła 15 tys. manuskryptów i 30 tys. książek drukowanych. W 1625 kardynał Boromeusz utworzył akademię, która miała się zająć gromadzeniem obrazów i grafiki, a która stała się zaczątkiem dzisiejszej Pinakoteki Ambrozjańskiej.

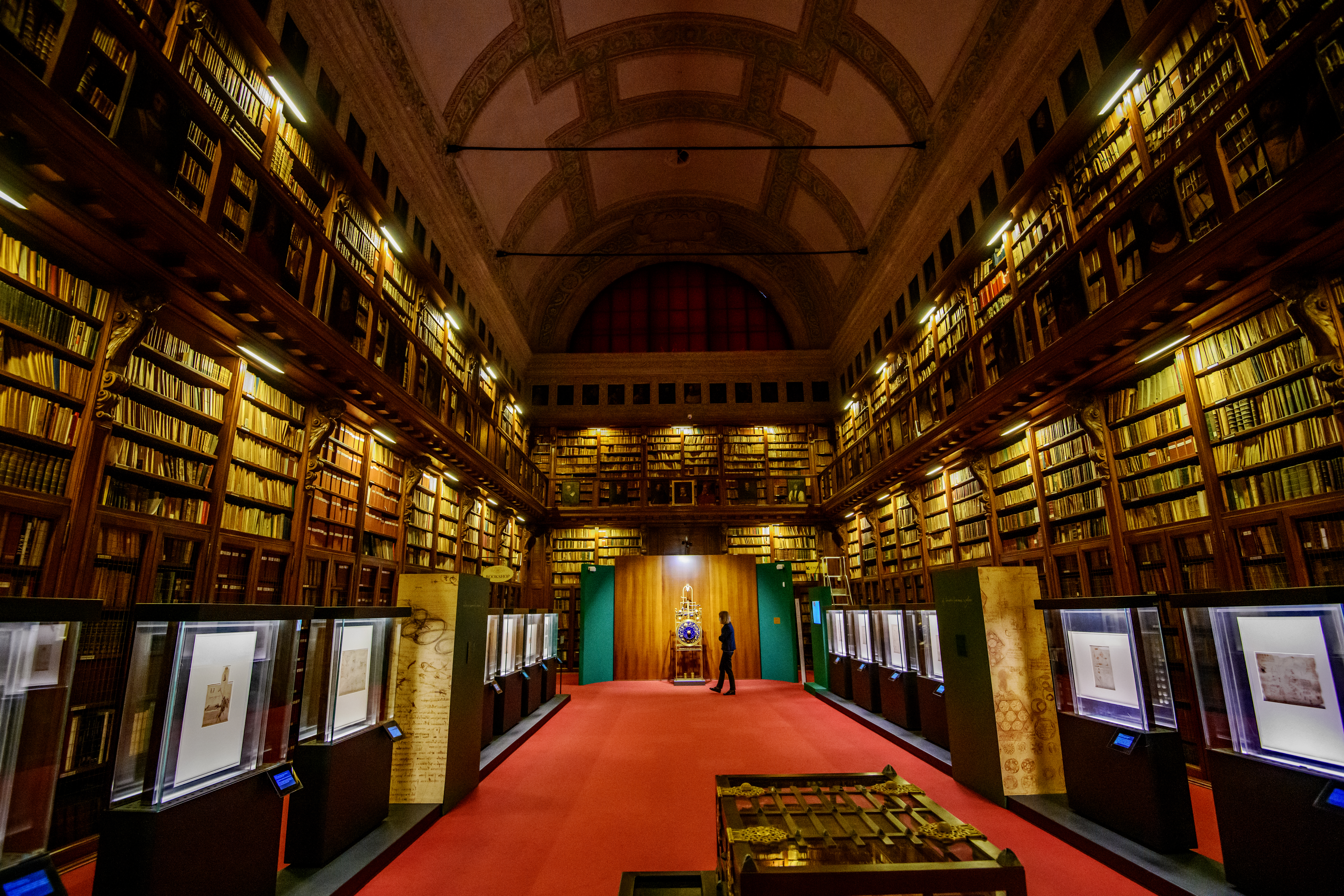
Bibliotekę Ambrozjańską

Pośród najcenniejszych rękopisów przechowywanych w tej bibliotece jest Kanon Muratoriego (najwcześniejszy katalog ksiąg Nowego Testamentu) i Kodeks Atlantycki Leonarda da Vinci.
Prefektem Biblioteki Ambrozjańskiej był m.in. popularny włoski biblista ks. arcybiskup Gianfranco Ravasi oraz ks. Achille Ratti, późniejszy papież Pius XI.